# مزار شیخ صوفی (بوکان)
مزار شیخ صوفی مربوط به دوره صفوی است و در شهرستان بوکان، استان آذربایجان غربی قرار گرفته‌است. این مکان در روستای علی‌کند شهرستان بوکان واقع شده که در اردیبهشت ۱۳۹۹ به شمارهٔ ثبت ۳۲۷۱۴ در فهرست آثار ملی ایران قرار گرفت.
مزار شیخ صوفی در داخل آرامستان قدیمی روستای علی‌کند قرار دارد و در سال‌های گذشته به دست غارتگران آثار ملی تخریب شده‌است.